# Oleksandr
Oleksandr (ukrainisch Олександр) ist ein männlicher Vorname.

## Herkunft und Bedeutung
Bei Олександр Oleksandr handelt es sich um die ukrainische Variante von Alexander.

## Verbreitung
Der Name Oleksandr ist in der Ukraine weit verbreitet. In Lwiw hat er sich in der Top-10 der Vornamenscharts etabliert. Im Jahr 2007 belegte er Rang 7 der Hitliste.
Auch in Polen ist der Name geläufig. Belegte er im Jahr 2021 noch Rang 186 der Hitliste, stand er ein Jahr später bereits auf Rang 101. Im Jahr 2023 stieg er auf Rang 106 ab.

## Varianten
Die Kurzform des Namens lautet Олесь Oles oder Сашко Saschko.
Die weibliche Variante des Namens ist Олександра Oleksandra, die Kurzformen davon Леся Lesja, Олеся Olesja oder Olessja.
Für weitere Varianten: siehe Alexander#Varianten

## Namensträger

### Oleksandr

#### A
- Oleksandr Abramenko (* 1988), ukrainischer Freestyle-Skier
- Oleksandr Afanassjew-Tschuschbynskyj (1816–1875), russisch-ukrainischer Historiker, Sprachwissenschaftler, Schriftsteller und Ethnologe
- Oleksandr Alijew (* 1985), ukrainischer Fußballspieler
- Oleksandr Andrijewskyj (* 1994), ukrainischer Fußballspieler
- Oleksandr Areschtschenko (* 1986), ukrainischer Schachgroßmeister

#### B
- Oleksandr Bahatsch (* 1966), ukrainischer Kugelstoßer
- Oleksandr Barwinskyj (1847–1926), ukrainischer Politiker, Historiker und Pädagoge
- Oleksandr Batjuk (* 1984), ukrainischer Biathlet
- Oleksandr Batjuk (* 1960), sowjetisch-ukrainischer Skilangläufer
- Oleksandr Bedewka (* 1983), ukrainischer Billardspieler
- Oleksandr Bejderman (* 1949), jüdisch-ukrainischer Schriftsteller
- Oleksandr Beresch (1977–2004), ukrainischer Turner
- Oleksandr Bilanenko (* 1978), ukrainischer Biathlet
- Oleksandr Bilasch (1931–2003), ukrainischer Komponist und Dichter
- Oleksandr Bohomolez (1881–1946), ukrainischer Pathophysiologe und der Begründer der pathophysiologischen Wissenschaft in der Ukraine
- Oleksandr Bojtschenko (1903–1950), ukrainisch-sowjetischer Schriftsteller und Politiker
- Oleksandr Bojtschenko (* 1970), ukrainischer Schriftsteller, Essayist, Übersetzer und Pädagoge
- Oleksandr Brodskyj (1895–1969), russischer Chemiker und Physiker

#### C
- Oleksandr Chusman (* 1962), israelischer Schachspieler ukrainischer Herkunft
- Oleksandr Chyschnjak (* 1995), ukrainischer Boxer

#### D
- Oleksandr Dachno (* 1991), ukrainischer Biathlet
- Oleksandr Danyljuk (* 1975), ukrainischer Politiker
- Oleksandr Denyssenko (* 1958), ukrainischer Schriftsteller, Dramatiker, Filmschauspieler, Drehbuchautor und Filmregisseur
- Oleksandr Diduch (* 1982), ukrainischer Tischtennisspieler
- Oleksandr Dmytrijew (* 1987), ukrainischer Volleyballspieler
- Oleksandr Dolhopolow (* 1988), ukrainischer Tennisspieler
- Oleksandr Donner (1948–2013), sowjetisch-ukrainischer Handballspieler und -trainer
- Oleksandr Dowschenko (1894–1956), ukrainischer Regisseur und Schriftsteller

#### F
- Oleksandr Fedenko (* 1970), ukrainischer Radsportler

#### G
- Oleksandr Gavrylyuk (* 1984), ukrainisch-australischer Pianist

#### H
- Oleksandr Halkin (1914–1982), sowjetisch-ukrainischer Festkörperphysiker und Hochschullehrer
- Oleksandr Hladkyj (* 1987), ukrainischer Fußballspieler
- Oleksandr Hladun (* 1973), russisch-ukrainisch-deutscher Handballspieler, -trainer und -funktionär
- Oleksandr Hlotow (* 1953), ukrainischer Literaturwissenschaftler und Journalist
- Oleksandr Hnylyzkyj (1961–2009), ukrainischer Maler
- Oleksandr Hodynjuk (* 1970), ukrainischer Eishockeyspieler
- Oleksandr Holoschtschapow (* 1978), ukrainischer Schachgroßmeister
- Oleksandr Holowasch (* 1991), ukrainischer Radrennfahrer
- Oleksandr Horjajinow (* 1975), ukrainischer Fußballspieler
- Oleksandr Horschkow (* 1970), ukrainisch-russischer Fußballspieler
- Oleksandr Horschkowosow (* 1991), ukrainischer Wasserspringer
- Oleksandr Hrekow (1875–1958), ukrainischer General
- Oleksandr Hruschewskyj (1877–1943), ukrainischer Historiker, Literaturhistoriker und Literaturkritiker, Ethnograph, Journalist und Politiker
- Oleksandr Hurow (* 1971), ukrainischer Boxer
- Oleksandr Hwosdyk (* 1987), ukrainischer Boxer

#### I
- Oleksandr Ioisher (* 1986), ukrainischer Beachvolleyballspieler
- Oleksandr Irwanez (* 1961), ukrainischer Dichter, Schriftsteller und Dramaturg
- Oleksandr Istomin (* 1998), ukrainischer Billardspieler
- Oleksandr Iwtschenko (1903–1968), sowjetischer Flugmotorenkonstrukteur

#### J
- Oleksandr Jakowenko (* 1987), ukrainischer Fußballspieler
- Oleksandr Jakymenko (* 1964), ukrainischer Beamter und Leiter des Sicherheitsdienstes der Ukraine
- Oleksandr Jantschuk (* 1956), ukrainischer Filmregisseur, Produzent und Drehbuchautor
- Oleksandr Janukowytsch (* 1973), ukrainischer Unternehmer
- Oleksandr Jaroslawskyj (* 1959), ukrainischer Unternehmer und Mäzen
- Oleksandr Jaslowezkyj (* 1979), ukrainischer Geistlicher, römisch-katholischer Weihbischof in Kiew-Schytomyr
- Oleksandr Jazenko (* 1985), ukrainischer Fußballspieler

#### K
- Oleksandr Kajdasch (* 1976), ukrainischer Sprinter
- Oleksandr Kamyschin (* 1984), ukrainischer Geschäftsführer
- Oleksandr Karaulschtschuk (* 1983), ukrainischer Eishockeyspieler
- Oleksandr Karawajew (* 1992), ukrainischer Fußballspieler
- Oleksandr Karpeka (1894–1918), ukrainischer Flugzeugkonstrukteur und Militärpilot
- Oleksandr Kasik (* 1996), ukrainischer Parasportler
- Oleksandr Kassaj (* 1997), ukrainischer Handballspieler
- Oleksandr Kistjakiwskyj (1833–1885), ukrainischer Kriminalist und Rechtswissenschaftler
- Oleksandr Klymenko (1970–2000), ukrainischer Kugelstoßer
- Oleksandr Klymenko (* 1975), ukrainischer Bahn- und Straßenradrennfahrer
- Oleksandr Klymtschuk, ukrainischer Generalmajor des Sicherheitsdienstes
- Oleksandr Kolessa (1867–1945), ukrainischer Literaturhistoriker, Ethnograph, Linguist und Politiker
- Oleksandr Kolos (* 1986), ukrainischer Biathlet
- Oleksandr Koltschenko (* 1989), ukrainischer Aktivist
- Oleksandr Koltschynskyj (1955–2002), sowjetischer Ringer
- Oleksandr Konyskyj (1836–1900), ukrainischer Anwalt, Journalist, Schriftsteller und Übersetzer
- Oleksandr Kordjuk (* 1967), ukrainischer Experimentalphysiker
- Oleksandr Kornijtschuk (1905–1972), sowjetischer Publizist, Autor Essayist und Politiker
- Oleksandr Kostyljew (* 1997), ukrainischer Counter-Strike: Global Offensive-Spieler
- Oleksandr Kratow (* 1985), ukrainischer Orientierungsläufer
- Oleksandr Krykun (* 1968), ukrainischer Hammerwerfer
- Oleksandr Kultschyzkyj (1895–1980), ukrainischer Psychologe, Soziologe und Philosoph sowie eine soziale und politische Persönlichkeit
- Oleksandr Kusmuk (* 1954), ukrainischer Offizier und Politiker
- Oleksandr Kusyn (* 1974), ukrainischer Marathonläufer
- Oleksandr Kutscher (* 1982), ukrainischer Fußballspieler
- Oleksandr Kwatschuk (* 1983), ukrainischer Radrennfahrer
- Oleksandr Kwitaschwili (* 1970), georgischer und ukrainischer Manager und Politiker
- Oleksandr Kysljuk (1962–2022), ukrainischer mehrsprachiger Übersetzer und Opfer des russischen Angriffs auf die Ukraine

#### L
- Oleksandr Lasarewskyj (1834–1902), ukrainisch-russischer Historiker
- Oleksandr Lasarowytsch (* 1984), ukrainischer Skispringer
- Oleksandr Ljaschko (1915–2002), ukrainisch-sowjetischer Politiker, Vorsitzender des Obersten Sowjets der Ukraine (1969–1972)
- Oleksandr Lotozkyj (1870–1939), ukrainischer Kirchenhistoriker, Ökonom, Schriftsteller, Publizist, Diplomat und Politiker
- Oleksandr Lukjantschenko (* 1947), ukrainischer Bauingenieur und Politiker
- Oleksandr Lysohub (1790–1839), russisch-ukrainischer General, Pianist und Komponist
- Oleksandr Lyssenko (* 1972), ukrainischer Biathlet

#### M
- Oleksandr Malossilow (* 1997), ukrainischer Dreispringer
- Oleksandr Markewytsch (1905–1999), ukrainisch-sowjetischer Zoologe
- Oleksandr Martschenko (* 1968), sowjetisch-ukrainischer Ruderer
- Oleksandr Martynenko (* 1989), ukrainischer Bahn- und Straßenradrennfahrer
- Oleksandr Materuchin (* 1981), belarussisch-ukrainischer Eishockeyspieler
- Oleksandr Matwijtschuk (* 1984), ukrainischer Marathonläufer
- Oleksandr Matwijtschuk (* 1975), ukrainischer Eishockeyspieler
- Oleksandr Matwjejew (1816–1882), ukrainischer Medizinprofessor, Geburtshelfer und Universitätsrektor
- Oleksandr Mojissejenko (* 1980), ukrainischer Schachgroßmeister
- Oleksandr Moloducha (* 1982), ukrainischer Squashspieler
- Oleksandr Moros (* 1944), ukrainischer Politiker
- Oleksandr Moros (1961–2009), ukrainischer Schachspieler und -funktionär
- Oleksandr Motusenko (* 1967), sowjetischer Kanute
- Oleksandr Muraschko (1875–1919), ukrainischer Maler und Pädagoge
- Oleksandr Musytschko (1962–2014), ukrainischer Politiker (UNA-UNSO)
- Oleksandr Myched (* 1988), ukrainischer Schriftsteller, Kulturkritiker und Kurator
- Oleksandr Myschuha (1853–1922), ukrainischer Opernsänger (Lyrischer Tenor)
- Oleksandr Mytrofanow (* 1977), ukrainischer Fußballspieler
- Oleksandr Myzjuk (1883–1943), ukrainischer Ökonom, Soziologe, Hochschullehrer und Politiker

#### N
- Oleksandr Nadtoka (* 1991), ukrainischer Ruderer
- Oleksandr Nerusch (* 1983), ukrainischer Basketballspieler
- Oleksandr Netschytajlo (* 1973), ukrainischer Diplomat
- Oleksandr Nytschyportschuk (* 1992), ukrainischer Speerwerfer

#### O
- Oleksandr Ohloblyn (1899–1992), ukrainischer Historiker
- Oleksandr Okipnjuk (* 1998), ukrainischer Freestyle-Skisportler
- Oleksandr Oles (1878–1944), ukrainischer Schriftsteller
- Oleksandr Omeltschenko (1938–2021), ukrainischer Politiker, Bürgermeister von Kiew
- Oleksandr Onufrijew (* 2002), ukrainischer Stabhochspringer
- Oleksandr Onyschtschenko (* 1969), ukrainischer Milliardär und Reitsportmäzen
- Oleksandr Ossezkyj (1873–1937), ukrainischer General und Verteidigungsminister

#### P
- Oleksandr Palamar (* 1987), ukrainischer Billardspieler
- Oleksandr Pawljuk (* 1970), ukrainischer Generalleutnant
- Oleksandr Pedan (* 1986), ukrainischer Handballspieler
- Oleksandr Pekluschenko (1954–2015), ukrainischer Politiker
- Oleksandr Peressunko (* 2000), ukrainischer Eishockeyspieler
- Oleksandr Petriw (* 1974), ukrainischer Sportschütze
- Oleksandr Petrynko (* 1976), ukrainischer Theologe, Erzpriester, Rektor
- Oleksandr Pjatnyzja (* 1985), ukrainischer Speerwerfer
- Oleksandr Pjeljeschenko (1994–2024), ukrainischer Gewichtheber
- Oleksandr Pobjedonoszew (* 1981), ukrainischer Eishockeyspieler
- Oleksandr Pohorilko (* 2000), ukrainischer Sprinter
- Oleksandr Pol (1832–1890), ukrainisch-russischer Geologe, Ethnograph, Archäologe und Geschäftsmann
- Oleksandr Poliwoda (* 1987), ukrainischer Radrennfahrer
- Oleksandr Ponomarjow (* 1973), ukrainischer Sänger
- Oleksandr Popow (* 1960), ukrainischer Politiker
- Oleksandr Poroschnjuk (* 1947), ukrainischer Bildhauer
- Oleksandr Potlow (1919–1961), Architekt in Mariupol
- Oleksandr Prohnimak (* 1958), ukrainischer Politiker und Geschäftsmann
- Oleksandr Prokudin (* 1983), ukrainischer Politiker, Beamter und Polizist
- Oleksandr Proswirnin (1964–2010), sowjetischer Nordischer Kombinierer
- Oleksandr Puzko (* 1981), ukrainischer Skilangläufer

#### R
- Oleksandr Radtschenko (1976–2023), ukrainischer Fußballspieler
- Oleksandr Rjesanow (1948–2024), sowjetischer Handballspieler
- Oleksandr Rodnjanskyj (* 1961), ukrainischer Regisseur, Produzent und Medienmanager, Gründer des Fernsehsenders „1 + 1“
- Oleksandr Rojtburd (1961–2021), ukrainischer Künstler der Ukrainian New Wave
- Oleksandr Russow (1847–1915), ukrainischer Statistiker, Anthropologe, Folklorist und Sozialaktivist
- Oleksandr Rybka (* 1987), ukrainischer Fußballspieler

#### S
- Oleksandr Sarownyj (* 1975), ukrainischer Skilangläufer
- Oleksandr Sawarow (* 1961), ukrainischer Fußballspieler
- Oleksandr Schalimow (1918–2006), ukrainischer Chirurg und Professor
- Oleksandr Schaparenko (* 1946), sowjetischer Kanute
- Oleksandr Schapowal (1975–2022), ukrainischer Balletttänzer
- Oleksandr Scharkowskyj (1936–2022), ukrainischer Mathematiker
- Oleksandr Scheydyk (* 1980), ukrainischer Radrennfahrer
- Oleksandr Schowkowskyj (* 1975), ukrainischer Fußballtorwart
- Oleksandr Schtscherbyna (* 1931), sowjetisch-ukrainischer Geher
- Oleksandr Schulhyn (1889–1960), ukrainischer Historiker, Politiker und Exilpolitiker
- Oleksandr Schumbarez (* 2001), ukrainischer Nordischer Kombinierer
- Oleksandr Schypenko (1959–2015), sowjetischer Handballspieler
- Oleksandr Semchuk (* 1976), ukrainischer Violinist
- Oleksandr Serb, ukrainischer Naturbahnrodler
- Oleksandr Serdjuk (* 1978), ukrainischer Bogenschütze
- Oleksandr Sinowjew (1961–2005), ukrainischer Radrennfahrer
- Oleksandr Sintschenko (* 1996), ukrainischer Fußballspieler
- Oleksandr Sintschenko (1957–2010), ukrainischer Politiker
- Oleksandr Sitkowskyj (* 1978), ukrainischer Marathonläufer
- Oleksandr Skitschko (* 1991), ukrainischer Fernsehmoderator
- Oleksandr Slobodjan (* 1956), ukrainischer Unternehmer, Politiker und Fußballfunktionär
- Oleksandr Sokil (* 1962), sowjetischer Handballspieler
- Oleksandr Sokolow (* 1997), ukrainischer Sprinter
- Oleksandr Sosnowenko (* 2003), ukrainischer Sprinter
- Oleksandr Subkow (* 1996), ukrainischer Fußballspieler
- Oleksandr Sydorenko (1960–2022), sowjetischer Schwimmer
- Oleksandr Symonenko (* 1974), ukrainischer Bahnradfahrer
- Oleksandr Symonenko (* 1950), ukrainischer Prähistoriker und Hochschullehrer
- Oleksandr Syrskyj (* 1965), ukrainischer Generaloberst

#### T
- Oleksandr Tkatschenko (* 1966), ukrainischer Journalist, Medienproduzent und langjähriger Vorstandsvorsitzende der 1+1 Media group
- Oleksandr Tkatschenko (* 1960), sowjetisch-ukrainischer Ruderer
- Oleksandr Tkatschenko, ukrainischer Politiker
- Oleksandr Tschekmenjow (* 1969), ukrainischer Fotograf und Fotojournalist
- Oleksandr Tschyrkow (* 1996), ukrainischer Badmintonspieler
- Oleksandr Turtschynow (* 1964), ukrainischer Politiker

#### U
- Oleksandr Uschkalenko (* 1964), sowjetisch-ukrainischer Skilangläufer
- Oleksandr Usmkalenko, ukrainischer Bogenbiathlet
- Oleksandr Ussyk (* 1987), ukrainischer Boxer

#### W
- Oleksandr Wajsman (1938–2019), ukrainischer Schachspieler
- Oleksandr Wilkul (* 1974), ukrainischer Politiker, stellvertretender Ministerpräsident der Ukraine
- Oleksandr Wolkow (* 1964), ukrainischer Basketballspieler und Politiker
- Oleksandr Worobjow (* 1984), ukrainischer Turner
- Oleksandr Wosianow (1938–2018), ukrainischer Arzt und Professor

### Olexandr
- Olexandr Hryhorenko (* 1988), ukrainischer Straßenradrennfahrer
- Olexandr Petrow (* 1986), ukrainischer Handballspieler
- Olexandr Prewar (* 1990), ukrainischer Straßenradrennfahrer
- Olexandr Scheweljow (* 1987), ukrainischer Handballspieler
- Olexandr Surutkowytsch (* 1984), ukrainischer Radrennfahrer